# Genesys
Genesys — американская транснациональная компания. Компания создает программное обеспечение как для контакт-центров на самих предприятиях, так и на основе облачных технологий. Штаб-квартира Genesys находится в Дейли Сити, Калифорния; Genesys имеет офисы в Канаде, Латинской Америке, Европе, Ближнем Востоке, Африке и Азии. Компания была основана в 1990 году и в феврале 2012 года приобретена одной из компаний, входящих в состав группы Permira Funds and Technology Crossing Ventures. С 2007 года генеральным директором и президентом компании является Пол Сегре (Paul Segre). По состоянию на 2013 год совокупная выручка компании составляет $740 миллионов.

## История
Григорий Шенкман (Gregory Shenkman) и Алек Милославский (Alec Miloslavsky) основали Genesys в октябре 1990 года. Первоначальным финансированием стал кредит в размере $150 000, полученный от семей основателей. Компания вышла на IPO в июне 1997 года и вошла в список фондовой биржи NASDAQ под символом GCTI. В декабре того же года Genesys приобрела Forte Software, Inc. (позже переименованная в Adante), компанию-разработчика программного обеспечения для управления электронной почтой. А также в июне 1999 года компания приобрела Next Age Technologies, компанию-разработчика программного обеспечения для управления персоналом. В конце 1999 года её саму покупает Alcatel (позже Alcatel-Lucent) за $1,5 миллиарда.
В 2001 году Genesys приобрела технологии интеграции компьютерной телефонии CallPath, принадлежавшие ранее IBM. А в 2002 году присоединила к этому системы голосового портала и интерактивных голосовых ответов (IVR), что стало возможным с приобретением Telera (место основания Кэмпбелл, Калифорния). В 2006 году, благодаря покупке компаний GMK и VoiceGenie, компания укрепляет свои позиции в области IVR технологий.
В октябре 2007 года Поль Сегре (Paul Segre) стал преемником Веса Хайдена (Wes Hayden), ушедшего в Nuance Communications, на посту главного исполнительного директора (CEO). До этого он был операционным директором (COO). Спустя два месяца после назначения Genesys приобрела Informiam¬ — разработчика программного обеспечения по управлению эффективностью для операций по обслуживанию клиентов. В 2008 году Genesys приобрела сразу две компании: Conseros и SDE Software Development Engineering. Conseros занималась разработкой программного обеспечения по управлению данными большого объема, а SDE разрабатывал программное обеспечение для управления хостингом.
В феврале 2012 года Permira и Technology Crossover Ventures выкупили Genesys у Alcatel-Lucent за $1,5 миллиарда. В том же году Genesys приобрела LM Sistema, бразильского разработчика IVR систем.
В 2013 году Genesys купила пять компаний. В январе это Utopy — поставщик технологий анализа речи и оптимизации трудовых ресурсов. Спустя месяц Angel – разработчика облачного IVR и программного обеспечения для контакт-центров. В мае 2013 года компания Genesys приобрела за $100 миллионов компанию SoundBite Communications, которая занималась облачными платежами и сборами, мобильным маркетингом и программным обеспечением для клиентского сервиса. В октябре того же года Genesys купила Echopass, разработчика облачного программного обеспечения для контакт-центров. И, наконец, в декабре компания расширила своё присутствие в Бразилии и Латинской Америке, приобретя Voran Technologia, производителя решений для оптимизации трудовых ресурсов.
В январе 2014 года Genesys приобрела Ventriloquist Voice Solutions, канадскую компанию-поставщика облачного программного обеспечения для многоканальной коммуникации с клиентом. Раньше Ventriloquist была партнером Genesys. В конце того же месяца компания присоединила Solariat, предлагавшую сервис для клиентов из социальных сетей, а также аналитическую платформу.
В мае 2014 года Genesys приобрела OVM Solutions, компанию, специализирующуюся на автоматизированных коммуникациях.

## Genesys в России

### Российский центр разработки
Направление R&D Genesys в России развивается с 2005 г.
Петербургский центр разработки Genesys постоянно расширяет список активностей по разным направлениям и привлекается для разработки ключевых продуктов компании.
Санкт-Петербургский центр полностью интегрирован в глобальную R&D организацию Genesys, привнося значительный вклад в создание общего продукта компании. Он решает весь спектр задач: планирование, проектирование и разработка программных продуктов, их тестирование, исследование, прототипирование и оптимизация технологических процессов.
Направления работы петербургского центра можно разделить на три категории: сопровождение действующих решений, создание новых продуктов, участие в исследованиях и пилотных проектах. Центр участвует в создании приложений в области телефонии, репортинга, аналитики, составляющих цифровой платформы и т.д. Кроме разработки, центр в Петербурге участвует в организации технической поддержки клиентов, а также глобального мониторинга и администрирования действующих облачных решений Genesys.

### Центр обучения в России
В мае 2013 года на площадке системного интегратора Belmont в Москве был развернут тренинговый центр Genesys University, где ИТ-специалисты могли проходить необходимые курсы на русском языке и не выезжая за границу.
В рамках программы Genesys University партнеры и клиенты компании получали необходимые знания по направлениям: системная интеграция, информационная безопасность, сети и контакт-центры непосредственно в России. Прежде для этого требовались затраты на поездки в Европу или на приглашение преподавателей из-за рубежа. Тренинги в российском центре обучения Genesys University проходили на русском языке.
Занятия ориентированы на технических специалистов, желающих получить глубокие профессиональные знания по разработке стратегий маршрутизации, голосовых приложений IVR или отчетности. А также программы для операторов, супервизоров, аналитиков и ИТ-администраторов.
В связи с пандемией COVID-19 всё обучение переведено в режим он-лайн.

## Награды и рейтинги
Gartner: рейтинг Genesys остается «уверенно положительным»
Gartner: Genesys — снова в списке лидеров «Магического квадранта» Gartner
Решение Genesys Enterprise Workload Management отмечено наградой Frost & Sullivan за технологические инновации
Gartner: Genesys в числе лидеров «магического квадранта» по решениям для организации call-центров